# 水藤春夫
水藤 春夫（みずとう はるお、1916年4月1日 - 1991年）は、日本の児童文学者、児童文学研究者。
岡山県生まれ。1939年早稲田大学文学部卒業、中央公論社に入社、児童出版研究課員。48年退社。早大在学中から早大童話会に属し、岡本良雄、町本広、鈴木隆らとともに児童文学の創作、研究を行う。坪田譲治に師事し、「びわの実学校」同人。赤い鳥文学賞選考委員。

## 著書
- 『いたちときつね花』桜井書店・こどもかい文庫　1948
- 『虫の国めぐり』実業之日本社・お話博物館 1955
- 『ねずみのすもう 日本昔話』実業之日本社・名作絵文庫 1958
- 『とよださきち』小峰書店・幼年偉人ものがたり 1963
- 『一ぽんのわらしべ 今昔物語1(日本霊異記)』小峰書店・日本の古典童話 1966
- 『馬ぬすびと 今昔物語2』小峰書店・日本の古典童話 1966
- 『カッパとひょうたん 岡山・広島・山口・島根・鳥取』田代三善絵　小峰書店・小学生日本の民話 1974
- 『岡山の伝説（日本の伝説）』太田忠久共著　角川書店　1978

## 参考
- 『日本近代文学大事典』講談社、1984
- 『中央公論社の八十年』